# Хинд бинт Утба
Хинд бинт ‘Утба аль-Кураши (араб. هند بنت عتبة‎) — одна из самых знатных и влиятельных женщин Мекки, жена лидера курайшитов Абу Суфьяна и мать первого омейядского халифа Муавии.

## Биография
Её полное имя: Хинд бинт Утба ибн Рабиа ибн Абд-Шамс аль-Кураши. Её отца звали Утба ибн Рабиа. Хинд была мудрой, инициативной и целеустремленной женщиной. Обладала красноречием, сочиняла стихи, была смелой благородной и гордой женщиной. Её отец выдал её замуж за аль-Факиха ибн аль-Мугиру аль-Махзуми, от которого она родила ему Абана.

Вместе со своим третьим мужем Абу Суфьяном ибн Харбом она длительное время враждовала с пророком Мухаммедом и другими мусульманами. В битве при Бадре погиб её брат аль-Валид, дядя Шейба и отец, которого убил дядя Пророка Хамза. По этой причине она загорелась жаждой мести и стала активной участницей военной компании против мусульман. В битве при Ухуде, завершившейся победой мекканцев, её муж командовал войском мекканцев, а Хинд вдохновляла их на сражение. Существует ЛОЖНОЕ мнение о том, что  Хинд подстрекала Вахши ибн Харба, чтобы он убил Хамзу, пообещав ему свободу, если он убьёт его. После того, как Вахши убил Хамзу, он сразу же сообщил об этом Хинд. Прибыв на поле боя, она распорола живот Хамзы, вырвала его печень, пожевала, но почувствовав тошноту выплюнула её . Она взобралась на высокую скалу и стала кричать во весь голос:
Мы вам воздали за день Бадра.
Вторая война горячее первой.
Я не стерпела ни утраты Утбы,
Ни брата моего, ни его дяди и ни первенца.

Я удовлетворила душу и выполнила обещанье,
Ты исцелил, Вахши, жажду моей груди.
Благодарность Вахши, пока жива я,
Пока не истлеют в могиле мои кости.
Данная история , является не достоверной, Вахши действительно убил Хамзу , но по приказу своего хозяина, коем являлся Джубайр ибн Мут'им. И над телом Хамзы она не глумилась.
После завоевания мусульманами Мекки, Хинд прибыла к пророку Мухаммаду и приняла ислам. Пророк Мухаммед простил её, несмотря на то, что заочно была приговорена к смерти. После этого ислам приняли и другие приговорённые к смерти бывшие враги мусульман. После встречи с Пророком, Хинд сокрушила все имеющиеся у неё дома языческие статуи. В дальнейшем Хинд принимала участие в общественной жизни мусульманского общества. Для поднятия боевого духа мусульманских воинов она часто выезжала на различные фронты, в том числе и во время битвы при Ярмуке в 634 году. В битве при Ярмуке она храбро воевала и воодушевляла мусульман словами: «Опередите их своими мечами, мусульмане!».
Согласно исламскому преданию, после принятия ислама, Хинд стала набожной мусульманкой. Умерла в 635 году.